# マサースキー (小惑星)
マサースキー (2685 Masursky) は、小惑星帯にある小惑星である。1981年にローウェル天文台地球近傍天体捜索 (Lowell Observatory Near-Earth-Object Search： LONEOS) でエドワード・ボーエルが発見した。アメリカ地質調査所の惑星地質学者で多くの宇宙計画に貢献したハロルド・マサースキーにちなんで命名された。
2000年1月23日、土星探査機カッシーニがマサースキーをフライバイし（最接近距離は160万km、地球から月までの約4倍）、マサースキーの大きさが 15–20 kmであることを示した。
マサースキーの軌道はS型小惑星で構成されたエウノミア族に属している。カッシーニの観測結果はその成分に疑問を抱かせるものであったが、後に地球からの観測でそのスペクトルがS型であることが確認された。